# Спиридон Хасапис
Спиридон Хасапис (грч. Σπυρίδων Χαζάπης; Андрос 1872 — ? ) је био грчки пливач, који је учествовао на Олимпијским играма 1896.
Хасапис се такмичио у пливању у дисциплини 100 м слободно за морнаре која је одржана ван званичног програма. У њој су учествовали једриличари грчке Краљевске морнарице. Без обзира на то, такмичење је укључено у базу података МОКа о освојеним медаљама. Учествовала су само три такмичара, а Хасапис је био други са непознатим резултатом.